# ایلیا ارنبورگ
ایلیا گریگوریویچ ارنبورگ (به روسی: Илья́ Григо́рьевич Эренбу́рг) (زاده ۲۷ ژانویهٔ ۱۸۹۱ – درگذشته ۳۱ اوت ۱۹۶۷) نویسنده، انقلابی و روزنامه‌نگار اهل اتحاد شوروی بود.

## زندگی‌نامه
وی در هنگام تحصیل در دانشگاه، کمونیست شد و به زندان رفت. پس از آزاد شدن از زندان به شعر و شاعری پرداخت. در جنگ جهانی اول خبرنگار روزنامه «استوک اکس چینچ نیوز» پتروگراد گردید و موقع شروع انقلاب کبیر روسیه مجدداً به حزب کمونیست پیوست و در جنگ داخلی اسپانیا به آن کشور رفت و خبرنگار روزنامه «ایزوستیا» گردید. در سال ۱۹۴۰ به مسکو برگشت و جایزه ادبی استالین را گرفت.

## گزیده آثار

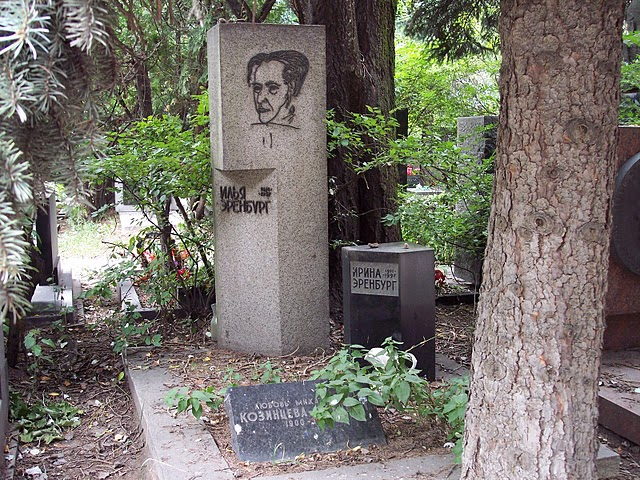

- توفان
- سیزده پیپ
- عشق ژان نی
- سقوط پاریس
- رویداد زمین
- راه‌های اروپا
- گوهر اسپانیا
- بدون نفس گرفتن
- بازگشت از اتازونی
- آنچه را که شایسته مردان است